# Agata Babicz
Agata Babicz, z d. Wilk (ur. 16 marca 1986) – polska siatkarka grająca na pozycji przyjmującej. Do sezonu 2019/20 występowała w klubie Grot Budowlani Łódź. Siostra siatkarki Doroty Wilk i szczypiornisty Pawła Wilka, małżonka szczypiornisty Adama Babicza.

## Sukcesy klubowe
Mistrzostwa Polski Juniorek:
- 2002

Mistrzostwo Polski:
- 2019
- 2004[3]

Superpuchar Polski:
- 2018